# Risnyovszky Endre
Risnyovszky Endre (Nyitra, 1904. – Pozsony, 1977. június 18.) újságíró, író, nyomdász.

## Élete
Apja Risnyovszky János nyitrai nyomdatulajdonos, a Nyitramegyei Szemle főszerkesztője és kiadója volt.
A Nyitramegyei Szemlénél dolgozott, műveit a családi nyomdában nyomták. Írt a Komáromi Lapokba, a Szabad Földművesbe. A nyitrai SzMKE tagja volt.
A pozsonyi csalogányvölgyi temetőben nyugszik.

## Művei
- 1932 A szegény ember vérző szíve. Nyitra
- 1933 Táncol az élet. Nyitra
- 1935 Liszt és Chopin versengése. In: Nyitrai írók könyve. Nyitra
- 1935 Solymos Péter megtérése. In: Nyitrai írók könyve. Nyitra
- 1940 Gaál Ferenc. In: Nyitrai fejfák. Nyitra
- A vadgalamb